# ساشين بورمان
كان ساشين ديف بورمان (1 أكتوبر 1906 - 31 أكتوبر 1975) مخرج ومغني موسيقى هندي. عضو في عائلة تيبرا المالكة، بدأ حياته المهنية مع الأفلام البنغالية عام 1937. بدأ لاحقًا في التأليف للأفلام الهندية، وأصبح واحدًا من أكثر مؤلفي موسيقى أفلام بوليوود نجاحًا وتأثيرًا. قام SD Burman بتأليف الموسيقى لأكثر من 100 فيلم، ومنها الأفلام الهندية والبنغالية.

## روابط خارجية
- ساشين بورمان على موقع IMDb (الإنجليزية)
- ساشين بورمان على موقع الموسوعة البريطانية (الإنجليزية)
- ساشين بورمان على موقع ألو سيني (الفرنسية)
- ساشين بورمان على موقع ميوزك برينز (الإنجليزية)
- ساشين بورمان على موقع أول موفي (الإنجليزية)
- ساشين بورمان على موقع ديسكوغز (الإنجليزية)
- ساشين بورمان على موقع قاعدة بيانات الفيلم (الإنجليزية)
- ساشين بورمان على موقع كينوبويسك (الروسية)

- [http://www.imdb.com/name/nm0005984/ Sachin Dev Burman

] في قاعدة بيانات الأفلام على الإنترنت
- أغاني SD بورمان
- مؤلفات ساشين ديف بورمان نسخة محفوظة 15 سبتمبر 2013 على موقع واي باك مشين.
- Sdburman.in موقع مخصص لساشين ديف بورمان
- Sdburman.net موقع مخصص لساشين ديف بورمان
- نافذة المادة epaper.timesofindia.com. تم الاسترجاع 2018/02/26.
- المئات من الشخصيات البارزة في السينما الهندية ، بقلم دينيش راهيجا ، جيتندرا كوثاري. دار الكتاب الهندي للنشر ، 1996. (ردمك 81-7508-007-8) رقم ISBN   81-7508-007-8 ، صفحة 1919.